# Bernard Fürth
Bernard Fürth (29. října 1796, Sušice – 26. září 1849, Sušice) byl sušický podnikatel židovského vyznání, spoluzakladatel tovární výroby zápalek v Sušici a okolí.

## Rodina
Bernard Fürth se narodil 29. října 1796 v Sušici jako syn dodavatele tabáku a c. k. daňového výběrčího Daniela Fürtha a jeho ženy Kathariny. Katharina byla Danielova druhá manželka, z předchozího svazku měl syna Izáka. Sušická obchodnická rodina Fürthů byla rozvětvená, zámožná a významná, její členové zastávali funkce ve vedení místní židovské náboženské obce.
V první polovině 19. století podléhal počet židovských obyvatel v českých zemích regulaci, počet židovských rodin v jednotlivých obcích měl zůstat neměnný (viz familiantský zákon). Po Danielu Fürthovi měl právo na založení rodiny v Sušici zdědit Bernardův nevlastní starší bratr Izák, takže pro Bernarda musel Daniel získat volné „familiantské místo“ od sušického magistrátu. Žádost podal poprvé 9. června 1820, ale protože křesťanští měšťané protestovali proti rozrůstání židovské populace v Sušici, záležitost byla definitivně kladně vyřízena až po třech letech, pravděpodobně i díky společenskému významu Daniela Fürtha. Bernard se tak 9. dubna 1823 mohl oženit s Agnes Weilovou. Z manželství vzešlo šest dětí, pět synů a jedna dcera, kteří se kromě jednoho chlapce všichni dožili dospělosti.

## Podnikání
Pracovní zkušenosti Bernard Fürth získal, když vypomáhal svému otci, a zejména bratru Izákovi, který obchodoval s peřím a vlnou. Izák nebyl pouhým drobným lokálním překupníkem, a tak ho Bernard mohl minimálně dvakrát doprovázet na obchodní cestě do Německa a Švýcarska. Později se osamostatnil a získal, opět navzdory protestům, povolení obchodovat smíšeným zbožím.

### Sirkařství
Nejstarší dochovaný doklad pracovních kontaktů Bernarda Fürtha se zakladatelem sirkařské výroby v Sušici Vojtěchem Scheinostem pochází z prosince roku 1840. Tehdy mu Fürth dodával suroviny, posléze pro něj zajišťoval i spedici. Když však Scheinosta finančně vyčerpalo najímání prostor pro výrazně rizikovou výrobu zápalek, vstoupil Bernard Fürth do podniku jako investor a společník. Nakonec on sám firmu vedl (úřední povolení pro tento podnikatelský obor získal 29. prosince 1842) a Scheinosta i s jeho manželkou zaměstnával jako vedoucí výroby. Toto uspořádání fungovalo po celou dobu života Bernarda Fürtha.
Potíže s výrobními prostory se Fürthovi podařilo postupně odstranit. Schwarzenberský hospodářský úřad mu nabídl k pronájmu volné místnosti ve Zlaté Koruně, a tak tam od roku 1843 fungoval pobočný závod.
Ve druhé polovině roku 1844 Fürth navíc usiloval o výstavbu vlastní továrny. 19. června 1844 obdržel stavební povolení a začal stavět, ale za necelé dva měsíce krajská instance povolení zrušila jako nezákonné. Problémem bylo zřejmě Fürthovo náboženské vyznání, neboť povolení bylo opět vydáno, ale křesťanu Georgu Karlovi, který o povolení ke stavbě žádal rovněž, zřejmě pouze formálně a po dohodě s Fürthem. Na Karlovo povolení byla každopádně továrna do konce roku 1844 dostavěna. Bernard Fürth se však zároveň ve věci vlastnictví továrny odvolal přímo k císaři a dvorská kancelář 18. března 1845 vydala dekret, který dovoloval, aby Bernard Fürth oficiálně vlastnil nejen pozemek s továrnou, ale i dům, v němž již několik let bydlel.
V roce 1847 Fürth získal povolení továrnu rozšířit a po dvou letech dostavoval výrobní prostory opět. I dalšími dobovými daty lze doložit, že pod Fürthovým vedením výrazně narostl počet zaměstnanců, a zejména množství vyrobeného zboží. Za své podnikatelské úsilí obdržel také různá ocenění, včetně stříbrné medaile ze všeobecné rakouské živnostenské výstavy (1845). I když dnes můžeme mít výhrady k některým aspektům dobové praxe (zvláště zaměstnávání dětí), musíme připustit, že Bernard Fürth nebyl lhostejný vůči místu, kde podnikal. Například v době neúrody věnoval 500 zlatých na nákup obilí. Stejně jako jeho otec a později i jeho potomci byl Bernard Fürth představeným sušické židovské obce.
Bernard Fürth zemřel 26. září 1849 během epidemie cholery v Sušici. Sirkařskou firmu poté převzali jeho dva nejstarší synové Simon a Daniel.